# Едвард Крук
Едвард Крук (англ. Edward Crook; 19 квітня 1929 — 25 липня 2005) — американський боксер, олімпійський чемпіон 1960 року. 

## Аматорська кар'єра
Олімпійські ігри 1960
- 1/16 фіналу. Переміг Фіделя Одремана (Венесуела) KO
- 1/8 фіналу. Переміг Пітера Одхіамбо (Уганда) 5-0
- 1/4 фіналу. Переміг Чана Ло Пу (Китайський Тайпей) KO
- 1/2 фіналу. Переміг Йона Моню (Румунія) KO
- Фінал. Переміг Тадеуша Валасека (Польща) 3-2